# Giovanni Lanzalone
Giovanni Lanzalone (Vallo della Lucania, 21 febbraio 1852 – Salerno, 12 maggio 1936) è stato un poeta, critico letterario e scrittore italiano.
Fu discepolo prediletto di Francesco De Sanctis e di Luigi Settembrini.
De Sanctis, dopo aver letto una raccolta di poesie del suo allievo, gli predisse, pubblicamente, nell'aula Universitaria colma di discepoli, un importante futuro letterario.

## Biografia
Ebbe fitti rapporti umanistici con Benedetto Croce con il quale non condivideva i pensieri filosofici, tanto da scrivere e pubblicare l'"Anti-Croce” dove contrapponeva il proprio principio de “La morale nell'Arte” all’“Arte per l'Arte” del filosofo nativo di Pescasseroli (che, nonostante l'antagonismo filosofico aveva grande stima per Lanzalone). I suoi scritti ottennero notevoli riconoscimenti dai più importanti uomini di cultura del tempo come Antonio Fogazzaro, Arturo Graf, Ferdinando Martini, Ada Negri, ed altri con cui scambiava pareri filosofici, scritti letterari e raccolte di poesie.
All'età di ventuno anni, appena laureato, venne chiamato ad insegnare nella cattedra d'Italiano, presso il Liceo classico Ennio Quirino Visconti di Roma. Al rientro nella sua Salerno fondò il convitto-scuola “Luigi Settembrini”, che volle intitolare al suo Maestro di studi. Fondò, inoltre, tre riviste letterarie: “Stella Polare”, “Luigi Settembrini” e “Arte e Morale”.
Proprio con “Arte e Morale” si costituì intorno al Lanzalone un'importante Scuola di pensiero ispirata al concetto dantesco «nostr'arte a Dio quasi è nepote» a cui aderirono oltre duecento personalità di varie parti d'Italia, tra questi: Enrico De Nicola, Salvatore Di Giacomo, Francesco D'Ovidio ed Ulrico Hoepli. 
Molti furono gli estimatori del Lanzalone scrittore, poeta, polemista e critico. 
Tra le opere di Giovanni Lanzalone: “L'antifuturista”, “Versi Borghesi”, “Fior di Spini”, “L'Arte Voluttuosa” (con prefazione del critico letterario francese Ferdinand Brunetière), “Idilli Cilentani”, “Il Cuculo”,”Echi Leopardiani”, “Il Suicidio della Guerra”, “Accenni di Critica Nuova” nella cui lettera di presentazione Angelo De Gubernatis paragona il Lanzalone al Baretti, augurandosi che il Lanzalone «continui a levare la voce seguitando il suo ufficio di nobile ed efficace Aristarco, per iscoprire coraggiosamente il bene ed il male che scorge nella nostra letteratura contemporanea». A Salerno dove Lanzalone operò e visse, gli è stata dedicata una Scuola Media Statale ed una strada del centro cittadino. Riposa in questa città dove è sepolto nel recinto degli uomini illustri del cimitero cittadino. 
Tributi di estimazione che sono state testimonianze di fede nei valori morali e spirituali che Giovanni Lanzalone indicò, in modo particolare ai giovani, quali ideali a cui ispirarsi, poiché, le virtù dello spirito sono l'essenza stessa della vita. Questo pensiero indirizzò ai suoi discepoli ed a tutti i giovani:
Resta inspiegabile come Lanzalone (le cui opere sono reperibili, praticamente nella quasi totalità delle biblioteche pubbliche italiane), sia presente nella Grande Enciclopedia Spagnola che gli ha dedicato una biografia mentre non viene riscontrata alcuna citazione nella Enciclopedia Treccani che è, attualmente, la più grande opera enciclopedica italiana.

## Il rapporto con Benedetto Croce
Nel corso delle polemiche filosofiche con Benedetto Croce, Lanzalone ricevette dal Croce una lettera in cui era detto: 
(Lettera a Giovanni Lanzalone da Benedetto Croce)

Lanzalone di rimando, gli scrisse: 
(Lettera a Benedetto Croce da Giovanni Lanzalone)
Molti sono gli scritti che Giovanni Lanzalone ha lasciato; raccolte di poesia, trattati di letteratura ed altro.